# Gibbicepheus frondosus
Gibbicepheus frondosus är en kvalsterart som först beskrevs av Aoki 1959.  Gibbicepheus frondosus ingår i släktet Gibbicepheus och familjen Carabodidae. Inga underarter finns listade i Catalogue of Life.